# Марк Бефо
Марк Бефо (англ. Mark Beaufait; 13 травня 1970, Роял Оак, Мічиган) — американський хокеїст. По завершенні кар'єри гравця — тренер.

## Ігрова кар'єра
Нападник почав свою кар'єру у 1988 році в команді Північного Мічиганського університету (Національна асоціація студентського спорту), виграє з нею у 1991 році чемпіонат. В сезоні 1992/93 дебютував в клубі НХЛ «Сан-Хосе Шаркс», провів п'ять матчів та закинув одну шайбу, більшість сезону провів в клубі «Канзас-Сіті Блейдес» (фарм-клуб «акул»).
В сезоні 1993/94 сезоні Бефо переїхав до «Сан-Дієго Галлс» Міжнародна хокейна ліга, через рік переходить до клубу «Орландо Солар Бірс», в складі якого у 1996 році стає фіналістом Кубка Тернера (у фіналі програли в серії 0:4 «Юта Гріззліс»). В 2001 році Марк стає переможцем Кубка Тернера в складі «Орландо Солар Бірс», після цього успіху приєднався на один сезон до «Х'юстон Аерос» з Американської хокейної ліги.
У 2002 році Бефо перебирається до Берліна, де підписує контракт з клубом Німецької хокейної ліги «Айсберен Берлін». У своєму першому сезоні в Берліні став найкращим бомбардиром регулярного чемпіонату, набравши 54 пункти (22 + 32). В складі «Айсберен» стає двічі поспіль чемпіоном Німеччини у 2005 та 2006 роках, ще одного разу стає фіналістом у 2004 році в серії проти «Франкфурт Лайонс», а також став найкращим бомбардиром Кубка Шпенглера 2005 року разом з одноклубником Стівом Вокером, набрали по 7 очок (2 + 5). Після регулярного чемпіонату сезону 2006/07, Марк посідає друге місце, як асистент, зробивши 40 результативних передач (перше місце зайняв гравець «Кельнер Гайє» Дейв МакІлвейн — 41 передача). У 2008 та 2009 роках Марк знову стає чемпіоном Німеччини, оголошуючи після останньої перемоги про закінчення своєї кар'єри. На честь його внеску в розвиток клубу «Айсберен Берлін», 2 січня 2011 року за ним закріпили номер 19.

## Нагороди та досягнення
- Чемпіон Німеччини у складі Айсберен Берлін — 2005, 2006, 2008, 2009.